# مؤسسه (فیلم)
«موسسه» (انگلیسی: The Institute (film)) فیلمی در ژانر مستند است که در سال ۲۰۱۳ منتشر شده است